# Perdu et Recueilli
 (septembre 2024).
Si vous disposez d'ouvrages ou d'articles de référence ou si vous connaissez des sites web de qualité traitant du thème abordé ici, merci de compléter l'article en donnant les références utiles à sa vérifiabilité et en les liant à la section « Notes et références ».
Pour plus de détails, voir Fiche technique et Distribution.
Perdu et Recueilli (Lost and Foundling) est un cartoon Merrie Melodies réalisé par Chuck Jones en 1944. Il met en scène Sniffles.